# Piruvato deshidrogenasa fosfatasa
La enzima Piruvato deshidrogenasa fosfatasa (PDP) EC 3.1.3.43 cataliza la reacción de defosforilación de la cadena alfa de la enzima PDH piruvato deshidrogenasa (acetil-transferidora) procediendo a su activación.
PDH-fosfato + H2O {\displaystyle \rightleftharpoons } PDH + fosfato
Las subunidades catalíticas de la PDP son similares en secuencia a las Proteína fosfatasas familia 2C, ver fosfoproteína fosfatasa.

## Tipos de PDP's humanas
En el ser humano existen dos tipos de PDP's.
- PDP1. Es una proteína de 537 aminoácidos. La enzima activa necesita de 2 iones magnesio por cada unidad que está formada por una subunidad PDP1 y una subunidad reguladora PDPR (Q8NCN5). Su localización celular es la matriz mitocondrial. La deficiencia en PDP1 es causa de la Deficiencia en piruvato deshidrogenasa fosfatasa (Deficiencia en PDP) (MIM:608782). La deficiencia en PDP resulta en acidosis láctica que provoca disfunción neurológica.

- PDP2. Es una proteína de 529 aminoácidos. La enzima activa necesita de 2 iones magnesio por cada unidad que está formada por una subunidad PDP2 y una subunidad proteína FAD de función desconocida. Su localización celular es la matriz mitocondrial.